# 伊奧斯島

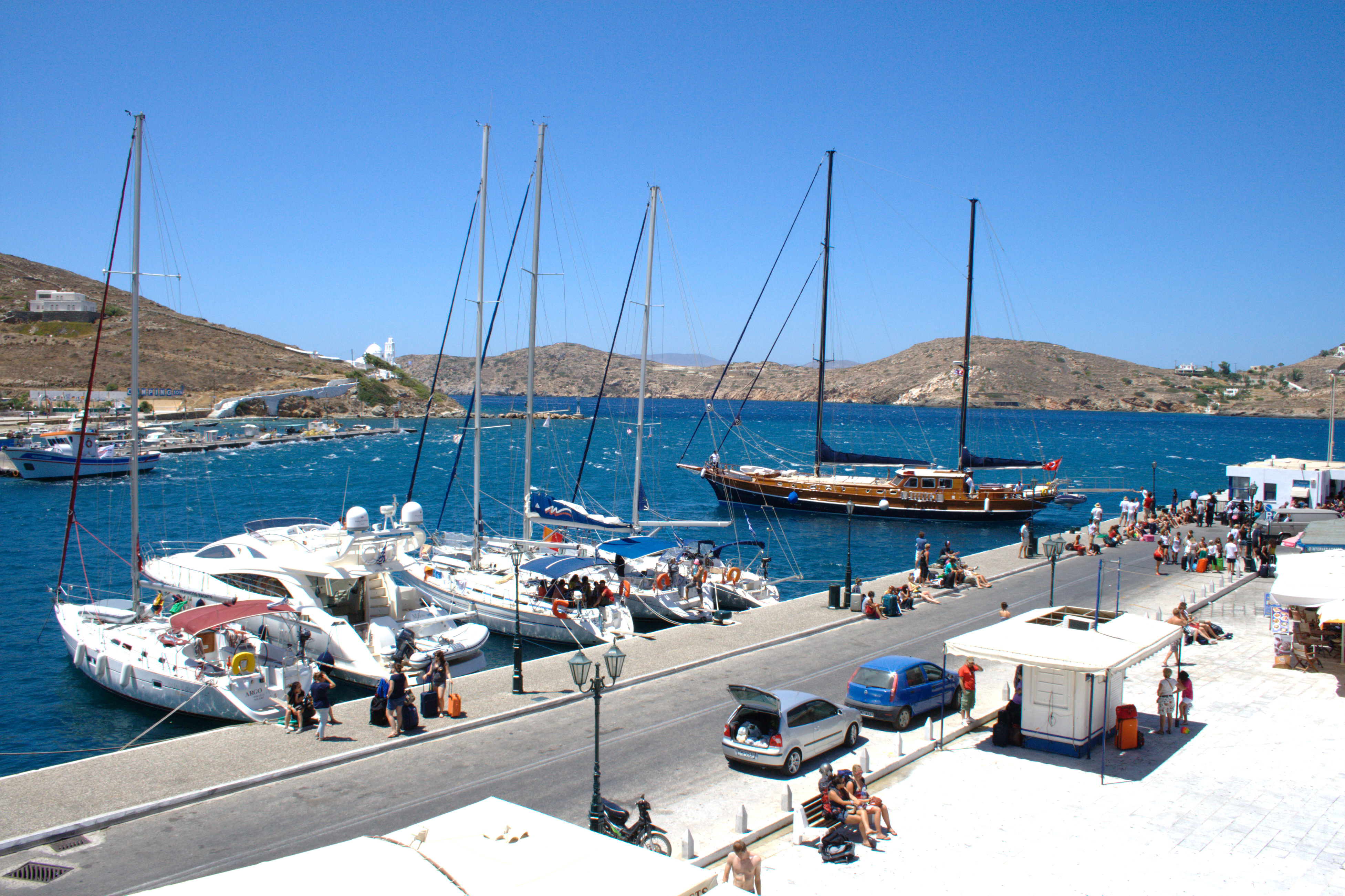

伊奧斯島是希臘的島嶼，位於納克索斯島和聖托里尼之間的愛琴海，由南愛琴大區負責管轄，長18公里、寬10公里，面積109平方公里，2001年人口1,838。

## 外部連結
- Guide to the Famous Ios Nightlife （英文）
- Ios Island travel guide （页面存档备份，存于） （希腊文） （英文） （意大利文）
- Live webcam from the Port of Ios （页面存档备份，存于） （希腊文） （英文） （意大利文）
- Another one live webcam from the Port of Ios （页面存档备份，存于） （希腊文） （英文） （意大利文）
- Live webcam from Chora （页面存档备份，存于） （希腊文） （英文） （意大利文）
- Skarkos 2001 Overview
- Municipality of Ios（页面存档备份，存于） （希腊文） （英文）